# My Gentleman Friend

My Gentleman Friend est un album de Blossom Dearie de 1961.

## Chansons
1. Little Jazz Bird (George Gershwin, Ira Gershwin) – 3:43
2. Gentleman Friend (Arnold B. Horwitt, Richard Lewine) – 3:49
3. It's Too Good to Talk About Now (Cy Coleman, Carolyn Leigh) – 3:09
4. Chez moi (Jean Féline, Paul Misraki, Bruce Sievier) – 3:09
5. You Fascinate Me So (Coleman, Leigh) – 3:33
6. You've Got Something I Want (Bob Haymes) – 2:37
7. Boum (E. Ray Goetz, Charles Trenet) – 2:10
8. L'Étang (Misraki) – 2:27
9. Hello Love (Michael Preston Barr, Dion McGregor) – 2:51
10. Someone to Watch Over Me (G. Gershwin, I. Gershwin) – 5:57

## Musiciens
- Blossom Dearie – voix, piano (sauf sur You've Got Something I Want)
- Kenny Burrell – guitare
- Ray Brown – contrebasse
- Ed Thigpen – batterie
- Bobby Jaspar – flûte (sur Chez Moi, Boum, L'Étang)